# 杉浦健五

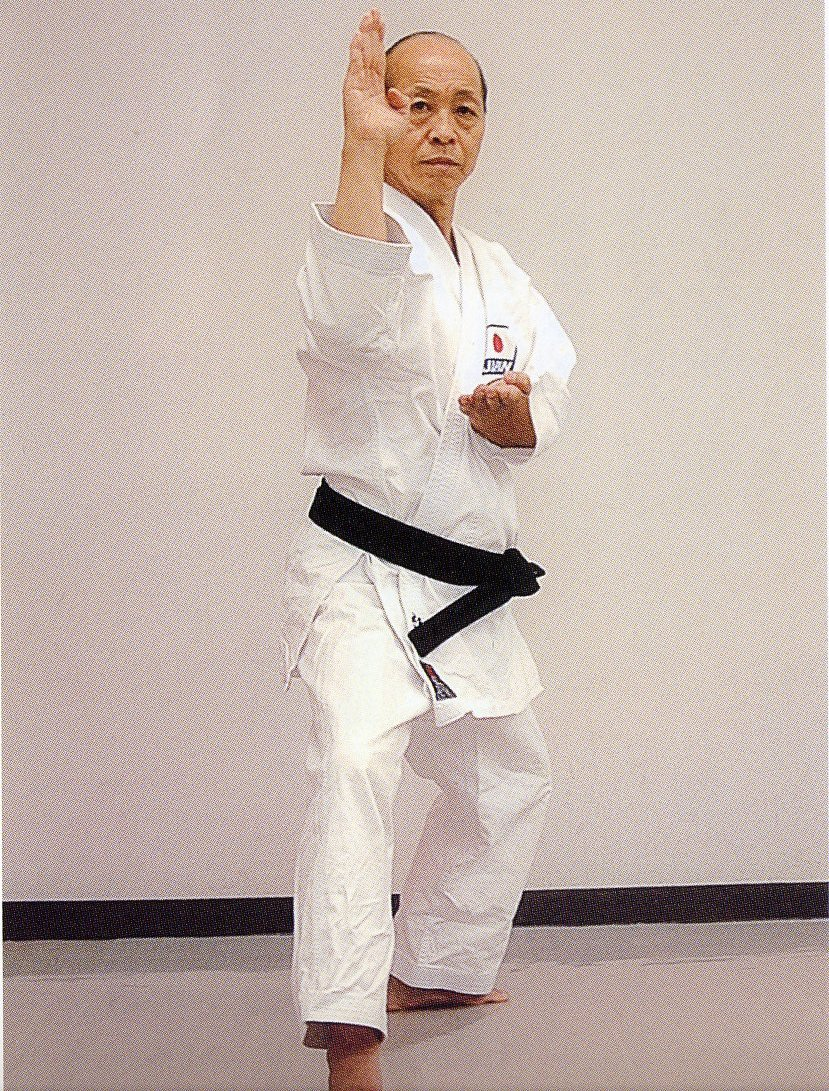
型を演じる杉浦健五

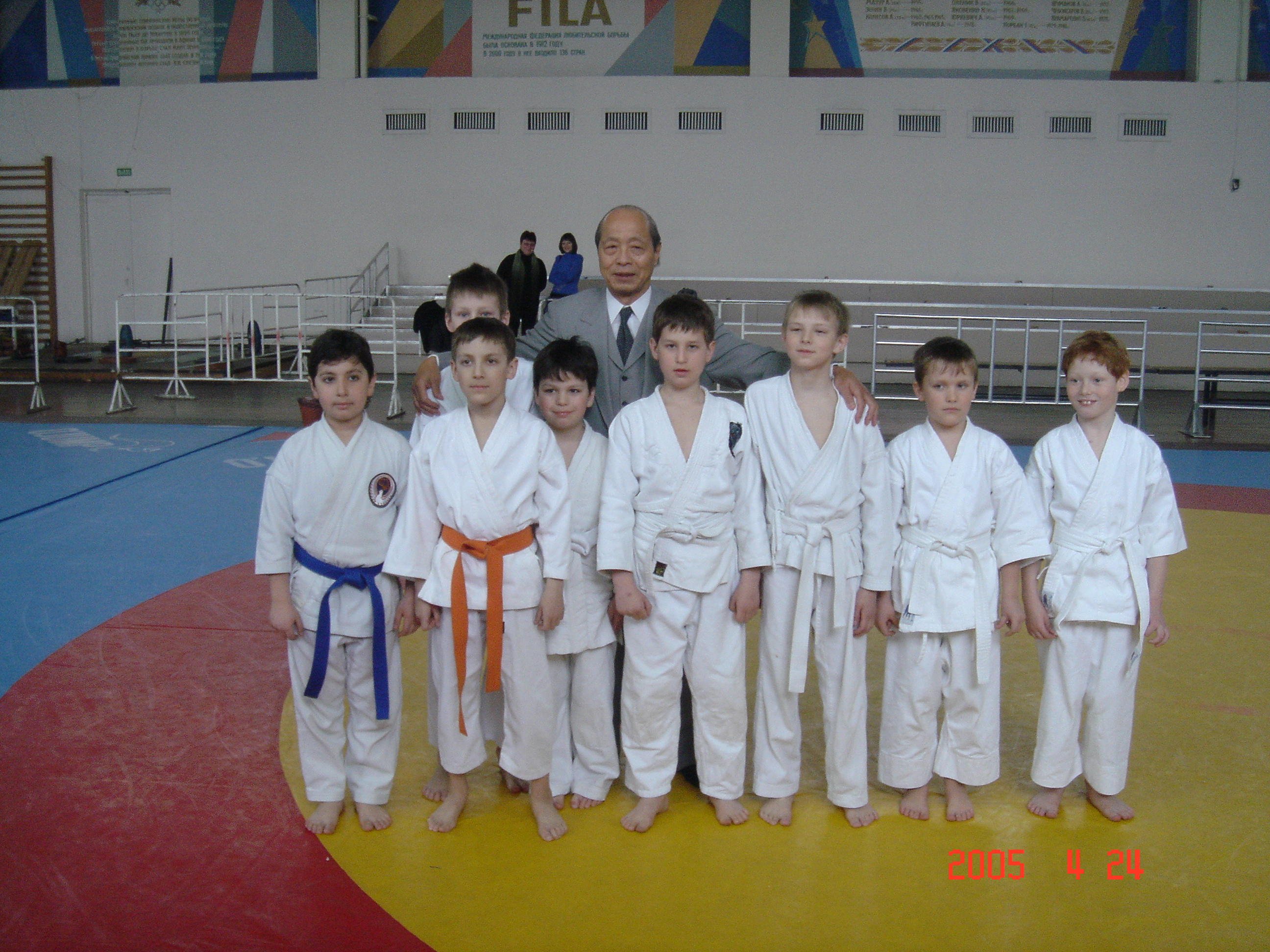

杉浦 健五（すぎうら けんご、1935年（昭和10年）8月12日 - 2006年（平成18年）5月7日）は、日本の空手家および実業家。静岡県浜松市出身。愛知大学出身。元全日本空手道連盟和道会理事長。政治活動家・田中清玄の秘書だった。

## 略歴
- 1958年（昭和33年） - 田中清玄に師事
- 1967年（昭和42年） - 佐藤栄作首相の名古屋での身辺警護
- 1977年（昭和52年） - 福田赳夫総理の名古屋での身辺警護
- 1978年（昭和53年） - フリードリヒ・ハイエク（ノーベル経済学賞受賞者）訪日
- 1980年（昭和55年） - 田中清玄に同行し、鄧小平に会うため中国訪問
- 1981年（昭和56年） - 田中清玄に同行し、フリードリヒ・ハイエク訪日
- 1983年（昭和58年） - 田中清玄に同行し、フリードリヒ・ハイエク訪日
- 1990年（平成2年） - ソビエト連邦の崩壊直後のロシアに空手を広めるために進出する。
- 1991年（平成3年） - 田中清玄に同行し、ハプスブルク家当主オットー・フォン・ハプスブルク訪日
- 1992年（平成4年） - ロシア産業企業家同盟副総裁アレクサンドル・ヴラジスラブレフを招聘
- 1993年（平成5年） - 田中清玄死去。ロシア元鉄道大臣ミハイルチェンコを招聘
- 1995年（平成7年） - ロシア共産党書記長ゲンナジー・ジュガーノフを招聘
- 1997年（平成9年） - ロシア国民共和党党首アレクサンドル・レベジを招聘
- 2001年（平成13年） - ロシア政党「統一」党首セルゲイ・ショイグを招聘